# どんどろけ飯
どんどろけ飯（どんどろけめし）は、鳥取県東部、中部地域の郷土料理。豆腐や野菜を入れた炊き込みご飯である。豆腐飯とも呼ばれる。
「どんどろけ」は鳥取の方言で「雷」のことを指す。豆腐を油で炒めた際の音を雷鳴になぞらえた表現となっている。
かつては、豆腐はごちそうであり、貴重なたんぱく源でもあった。江戸時代には鳥取藩に封じられた池田光仲が質素倹約のために「豆腐食」を奨励したこともあり、とうふちくわなどの独特な郷土食が誕生し、受け継がれている。どんどろけ飯もそういった豆腐食の1つである。
12月の冬至前後の時期に食されていた。葬儀のまかないをした女性たちが、葬儀の後で作って食べていたのが起こりともされる。
当初は、豆腐に加えてダイコンやタイコンの葉を用いるような質素な料理であったが、次第にその時期に採れる山菜なども使われるようになった。干しシイタケや油揚げを使って炊き込みごはんの味付けにしていた。昭和になると、これに鶏肉が入るようになり、電気炊飯器が普及すると、混ぜご飯風になってきた。